# Monte Cristo
Monte Cristo es una localidad situada en el departamento Río Primero, provincia de Córdoba, Argentina.
Se halla situada a veinticinco kilómetros de la ciudad de Córdoba, sobre la ruta nacional 19.

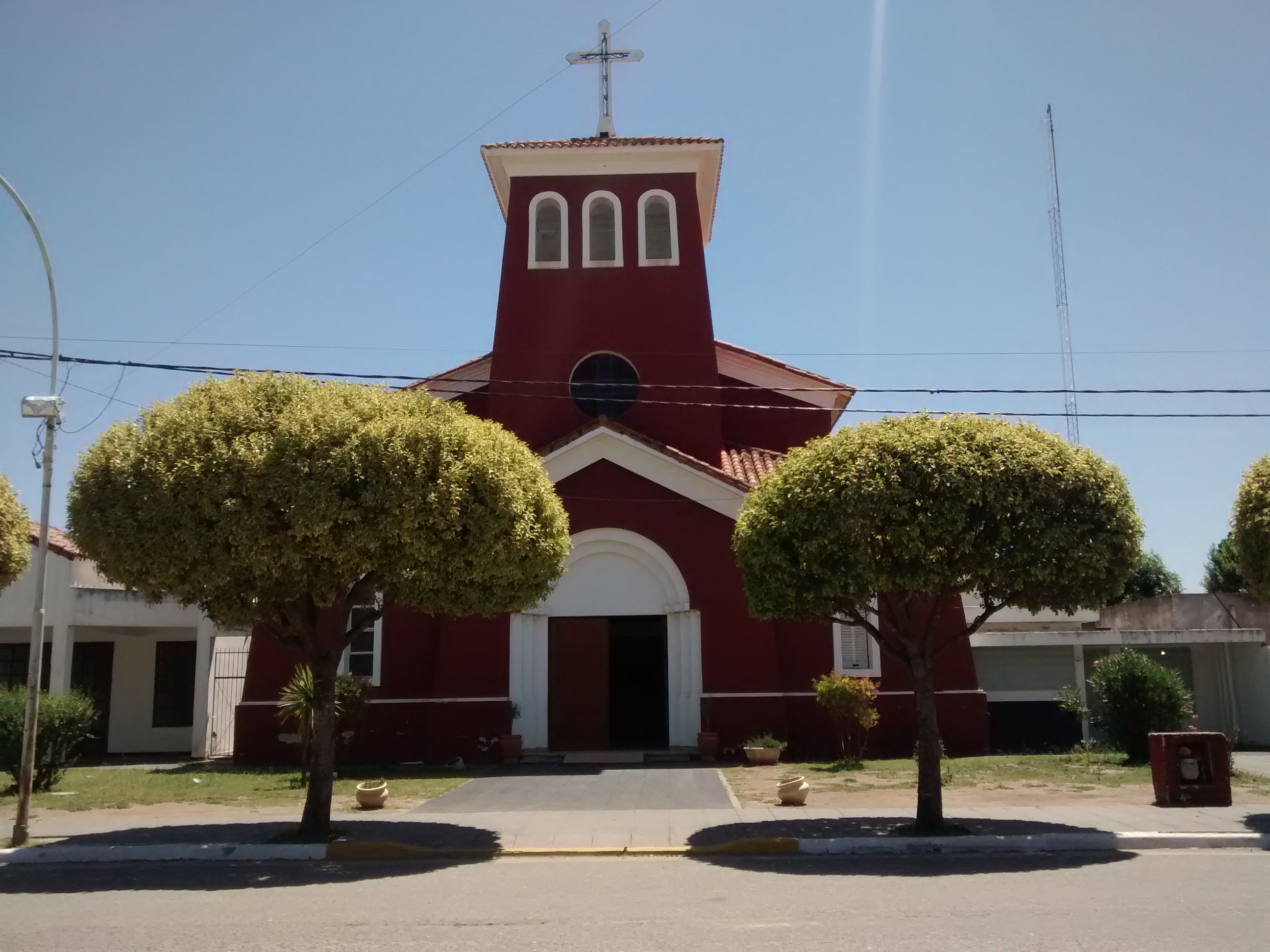
Parroquia Nuestra Señora de Los Remedios, frente a la plaza Domingo Faustino Sarmiento.

Es una localidad agrícola ganadera por excelencia, siendo el principal cultivo la soja. Se encuentran en esta localidad numerosos establecimientos agrícolas como plantas de silos, oficinas, tambos, etc. La industria se encuentra estrechamente relacionada con el campo, sin embargo la misma está muy desarrollada en la localidad, aunque también hay otro tipo de industrias destacándose la Fábrica de Mosaicos Blangino, fundada en 1966 por un vecino de la localidad, empleando más de 300 familias de la zona siendo esta una de las empresas cordobesas más importantes a nivel nacional.
En la zona rural, tres kilómetros al este de la localidad por ruta nacional 19, se halla emplazada la estación Transformadora Malvinas Argentinas, perteneciente a la Empresa Provincial de Energía de Córdoba (EPEC) y operada por una empresa privada, que abastece de energía eléctrica al cuarenta y seis por ciento de la provincia mediante dos transformadores de trescientos megavatios.
Monte Cristo es también un lugar privilegiado gracias a su perfecta ubicación. Es llamada una ciudad dormitorio, ya que su población alberga gente que la utiliza como dormitorio y viaja a trabajar a la ciudad de Córdoba.

## Población
Cuenta con 14,804 habitantes (Indec, 2022), lo que representa un incremento del 30% frente a los 10,254 habitantes (Indec, 2010) del censo anterior.

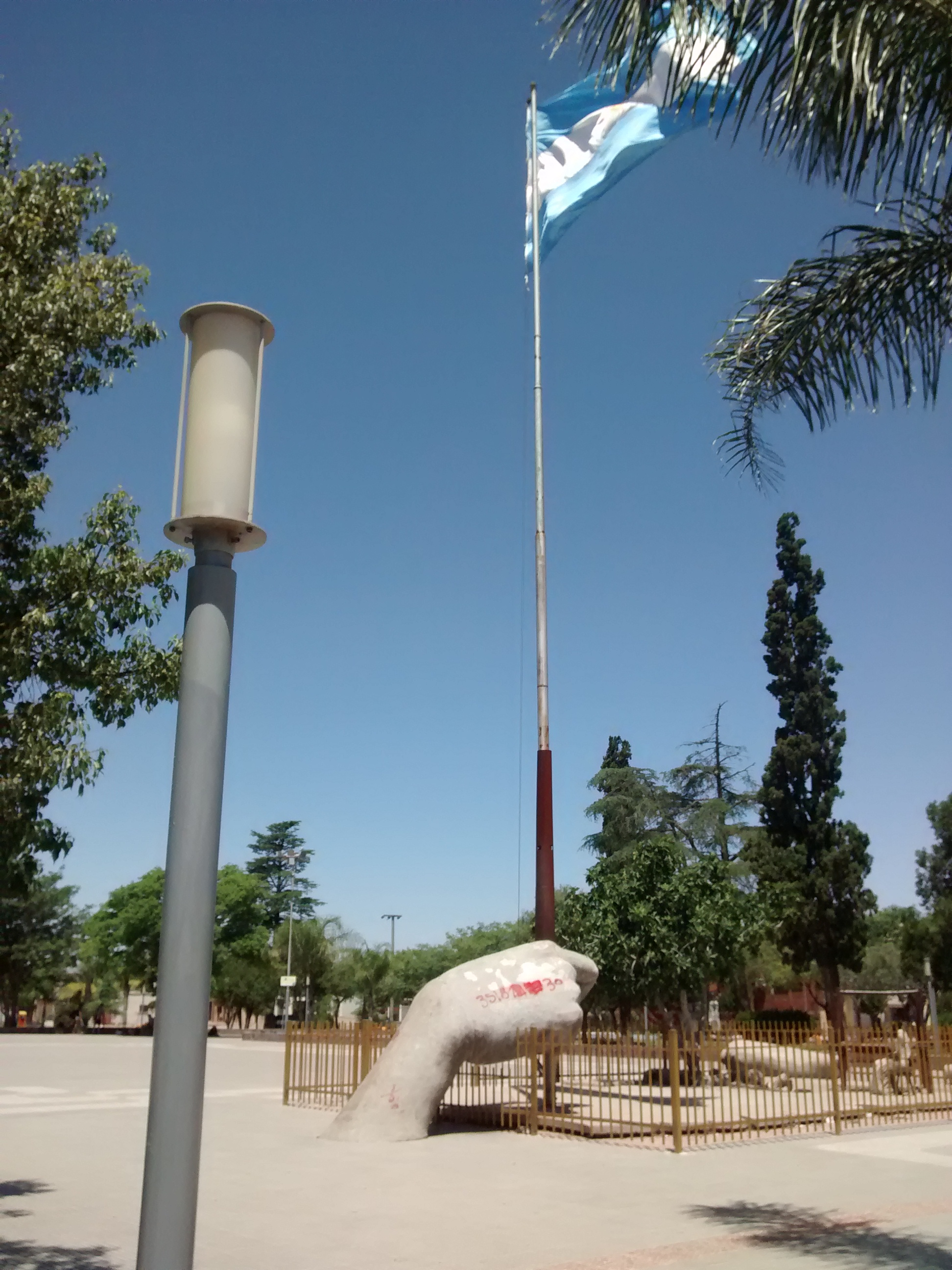
Monumento a Domingo Faustino Sarmiento, en la plaza central del mismo nombre.

| Gráfica de evolución demográfica de Monte Cristo entre 1980 y 2022 |
|                                                                    |
| Fuente: Censos nacionales del INDEC                                |

## Santa patrona
La fiesta patronal se celebra el día 8 de diciembre, en honor a la Inmaculada Concepción.

## Clima
El clima es templado con estación muy seca, registrándose precipitaciones anuales de setecientos milímetros aproximadamente.

## Sismicidad
La sismicidad de la región de Córdoba es frecuente y de intensidad baja, y un silencio sísmico de terremotos medios a graves cada treinta años en áreas aleatorias. Sus últimas expresiones se produjeron:
- 22 de septiembre de 1908 (116 años), a las 17:00 UTC-3, con 6,5 Richter, escala de Mercalli VII; ubicación 30°30′0″S 64°30′0″O / -30.50000, -64.50000; profundidad: cien kilómetros; produjo daños en Deán Funes, Cruz del Eje y Soto, provincia de Córdoba, y en el sur de las provincias de Santiago del Estero, La Rioja y Catamarca.[3]

- 16 de enero de 1947 (78 años), a las 2:37 UTC-3, con una magnitud aproximadamente de 5,5 en la escala de Richter (Terremoto de Córdoba de 1947).[2]

- 28 de marzo de 1955 (70 años), a las 6:20 UTC-3 con 6,9 Richter: además de la gravedad física del fenómeno se unió el desconocimiento absoluto de la población a estos eventos recurrentes (Terremoto de Villa Giardino de 1955).

- 7 de septiembre de 2004 (20 años), a las 8:53 UTC-3 con 4,1 Richter.

- 25 de diciembre de 2009 (15 años), a las 21:42 UTC-3 con 4,0 Richter.

## Personalidades destacadas
- Fernando Galetto (n.1971), futbolista.